# 諒山承宣
諒山承宣（越南语：／），是後黎朝十三承宣之一，初設於黎聖宗光順七年（1466年），西接太原承宣，南壤京北承宣，東鄰安邦承宣，北同中國廣西等處承宣布政使司為鄰。

## 建制沿革
黎太祖順天元年（1428年），以原屬明之諒山府屬北道。黎聖宗光順七年（1466年）改置諒山承宣，洪德二十一年（1490年）改題為處。黎襄翼帝洪順年間，改為鎮。
南北朝時，諒山鎮之地屬莫朝（北朝）。
西山朝、阮初諒山鎮屬北城總鎮所轄，阮聖祖明命十二年（1831年），撤北城諸鎮為省，諒山鎮改設諒山省。

## 行政區劃
諒山承宣領一府七州
- 長慶府領七州：祿平州、文淵州、脫朗州、七源州、文蘭州、安博州、溫州[1]